# 구덩이와 진자

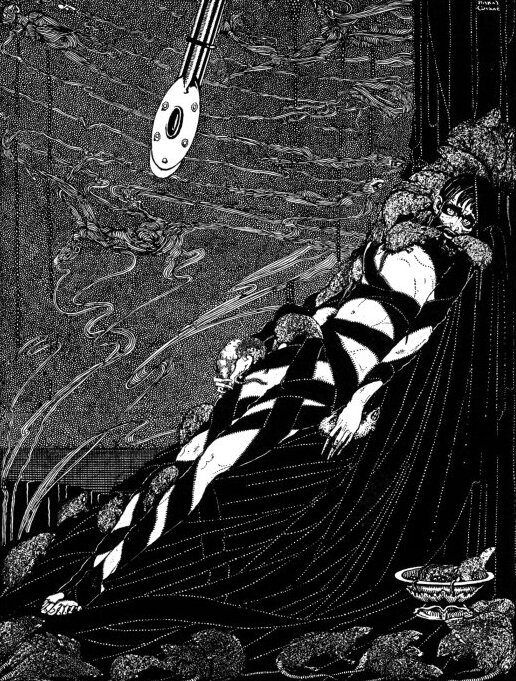

〈구덩이와 진자〉("The Pit and the Pendulum")는 에드거 앨런 포가 쓴 단편소설이다. 1842년 The Gift 연말 송구영신호에 투고되었다. 에스파냐 종교재판에 끌려와 고문을 당하는 사람이 주인공인데, 딱히 역사적 고증을 제대로 지키지는 않았다. 서술자는 시종일관 고문당하고 그 경험을 이야기한다. 이 소설은 서술자의 감각에 매우 집중하여 그 실재성을 강조함으로써 독자에게 공포를 불러일으킨다. 포의 다른 공포소설들이 대개 초현실적 요소를 통해 사람들을 겁주었던 것과 비교하면 상당히 이례적인 작품이다.
여러 차례에 걸쳐 영화화되었다.